# Jessica Wesson
Jessica Wesson (* 15. August 1980 in Kalifornien) ist eine US-amerikanische Schauspielerin.
Ihre erste Rolle hatte sie in der Serie Hör mal, wer da hämmert. 1993 und 1997 wurde sie für einen Young Artist Award nominiert. Trotz mehrerer Nebenrollen in erfolgreichen Filmen und Serien blieb der berufliche Durchbruch aus. Zuletzt trat sie 2001 als Schauspielerin in Erscheinung.

## Filmografie (Auswahl)
- 1992: Hör mal, wer da hämmert (Fernsehserie, sieben Episoden)
- 1994: Baywatch – Die Rettungsschwimmer von Malibu (Fernsehserie, eine Episode)
- 1994: Taschengeld (Milk Money)
- 1995: Casper
- 1996: Flipper
- 2001: Für alle Fälle Amy (Fernsehserie, fünf Episoden)
- 2001: Longshot – Ein gewagtes Spiel (Longshot)